# Cold Ash Hill
Cold Ash Hill – osada w Anglii, w hrabstwie Hampshire, w dystrykcie East Hampshire. Leży 42 km na wschód od miasta Winchester i 66 km na południowy zachód od Londynu.